# Patrycja Słomczyńska
Patrycja Słomczyńska (ur. w Częstochowie) – polska skrzypaczka, założycielka szkoły artystycznej The Noise Makers, działaczka na rzecz upamiętnienia Bronisława Hubermana. Propagatorka kultury polskiej w innych krajach Europy i w Stanach Zjednoczonych.

## Życiorys
W wieku dziewięciu lat rozpoczęła edukację w Państwowej Szkole Muzycznej im. M. J. Żebrowskiego w Częstochowie, w klasie Elżbiety Urbańskiej. Zakończyła szkołę dyplomem z wyróżnieniem oraz oceną celującą ze skrzypiec. W 2014 roku ukończyła studia na Akademii Muzycznej im. Ignacego Jana Paderewskiego w Poznaniu z wyróżnieniem w klasie Bartosza Bryły. Równocześnie doskonaliła swoje umiejętności w Hochschule fur Musik und Tanz in Koeln w klasie Maichaila Vaimana. Tuż po zakończeniu studiów magisterskich w Poznaniu, uczęszczała na zajęcia ze skrzypkiem Borisem Kuschnir’em w Wiedeńskim Konserwatorium Muzycznym.
W 2015 roku ukończyła studia podyplomowe w poznańskim oddziale SWPS Uniwersytetu Humanistycznospołecznego. W tym samym roku rozpoczęła studia doktoranckie na Akademii Muzycznej im. Grażyny i Kiejstuta Bacewiczów w Łodzi w klasie dra hab. Łukasza Błaszczyka. Równocześnie udzielała się jako pedagog prowadząc masterclasses jako skrzypaczka, a także doradca zawodowy-artystyczny. Swój rozwój kontynuowała także w Nowym Jorku.
Swoje umiejętności doskonaliła w Polsce jak i poza nią pod kierunkiem m.in. Aleksandry Bryły, Jadwigi Kaliszewskiej, Roberta Szredera, Wandy Wiłkomirskiej, Bartłomieja Nizioła, Romana Lasockiego, Daniela Stabrawy, Juliana Rachlina, Maksim Wiengierowa, Joshuy Bella, uczestniczyła w masterclasses prowadzonych przez różnych artystów.
Występowała z licznymi koncertami w roli solistki, a także kameralistki m.in. w Polsce, Chorwacji, Austrii, Niemczech, Włoszech, Grecji, Hiszpanii, Francji, Wielkiej Brytanii, Litwy, Łotwy, Czechach, Estonii, Słowacji, Stanach Zjednoczonych, Izraelu, Turcji, Katarze, Holandii, Belgii, Szwajcarii, Węgrzech. Wykonywała wiele koncertów na instrumencie wykonanym przez Antonio Stradivariego. Dzięki przychylności Ministerstwa Kultury i Dziedzictwa Narodowego gra na instrumencie wypożyczonym z narodowej kolekcji instrumentów.
Jej działalność artystyczną zdominowała muzyka poważna, ale wykonuje także m.in. muzykę filmową i klezmerską. Występuje jako muzyk sesyjny towarzysząc innym artystom podczas koncertów i nagrań. Współpracowała m.in. z Janem A.P. Kaczmarkiem, z którym wspólnie dokonała nagrania jego muzyki ﬁlmowej występując w orkiestrze podczas Transatlantyk Festival w Poznaniu. Współpracowała również z takimi artystami i grupami muzycznymi jak Rod Stewart, Smokie, Serj Tankian, System of a Down, Archive, Electric Light Orchestra, Leszek Możdżer, Natalia Kukulska, Mietek Szcześniak, Adam Sztaba, Natalia Nykiel, Tomasz  Organek, Kuba Badach, Piotr Cugowski, Raz, Dwa, Trzy.
Słomczyńska grała w wielu salach koncertowych na świecie, m.in. w Carnegie Hall, Vigadó, Musikverein, Konzerthaus Vienna, Wigmore Hall, Mozarteum Univeristy.
Jest zaangażowana w działania upamiętniające twórczość i działalność polskiego skrzypka oraz pedagoga pochodzenia żydowskiego Bronisława Hubermana, wywodzącego się podobnie jak Słomczyńska z Częstochowy.

### Działalność edukacyjna
Jest założycielką prywatnej szkoły muzycznej The Noise Makers, w której współpracuje m.in. z Anną Marią Staśkiewicz, Jarosławem Nadrzyckim, Marcelem Markowskim, Karolem Marianowskim, Marcinem Zdunikiem, Konradem Skolarskim, Aleksandrem Dębiczem, Marią Chlebuś, Piotrem "Rubensem" Rubikiem, Piotrem Żaczkiem, Robertem Lutym.

## Stypendia
Uzyskała wiele stypendiów artystycznych, m.in.: kilkukrotnie stypendium Prezydenta Miasta Częstochowa (m.in. 2008), stypendium Marszałka Województwa Śląskiego (2013), stypendium Promotora Myszkowa w dziedzinie kultury (2014), Krajowego Funduszu na rzecz Dzieci, Funduszu Stypendialnego Talenty Piotra Voelkela, Rektora Akademii Muzycznej w Poznaniu, Rektora Akademii Muzycznej w Łodzi a także stypendium Ministra Kultury i Dziedzictwa Narodowego. Uzyskała również stypendium „Młoda Polska” udzielone przez Ministra Kultury i Dziedzictwa Narodowego (2019).

## Nagrody i wyróżnienia
Patrycja Słomczyńska została nagrodzona wieloma nagrodami i wyróżnieniami na ogólnopolskich oraz międzynarodowych konkursach skrzypcowych, m.in.:
- I Ogólnopolski Konkurs Młodych Skrzypków im. E. Umińskiej – tytuł Finalisty
- Konkurs Bachowski im. S. Hajzera w Zielonej Górze (wyróżnienie oraz III miejsce)
- Ogólnopolski Konkurs Interpretacji Muzyki Skrzypcowej im. Ireny Dubiskiej (wyróżnienie)
- Międzynarodowy Konkurs im. Bohdana Warchala, Słowacja (I miejsce)
- Przesłuchania Zespołów Kameralnych (duet smyczkowy – I miejsce)
- Ogólnopolski Konkurs Smyczkowych Zespołów Kameralnych im.G.Bacewicz (duet z wiolonczelą w Łodzi/ III miejsce)
- Międzynarodowy Konkurs Muzyczny im.Juliusza Zarębskiego Łomianki – Warszawa (duet smyczkowy – II miejsce)
- Międzynarodowy Konkurs Skrzypcowy w Koeln (I nagroda oraz nagroda specjalna)
- Międzynarodowy Konkurs Muzyczny w Neapolu (I nagroda)
- Międzynarodowy Konkurs im.G.Musicisti (I nagroda)
- Międzynarodowy Konkurs Interpretacji Muzyki XX i XXI wieku w Grazu (wyróżnienie oraz nagroda specjalna)
- Międzynarodowy Konkurs Solistów w Pekinie (II Nagroda, Nagroda publiczności)
- Międzynarodowy Konkurs Muzyczny „Young Artists” w kategorii Fortepian i Instrumenty Smyczkowe w Nowym Jorku (II Nagroda)
- Międzynarodowy Konkurs Muzyczny w kategorii Solowej w Nowym Jorku (II Nagroda)

Opracowano na podstawie materiału źródłowego.